# Негр із Баньоласа

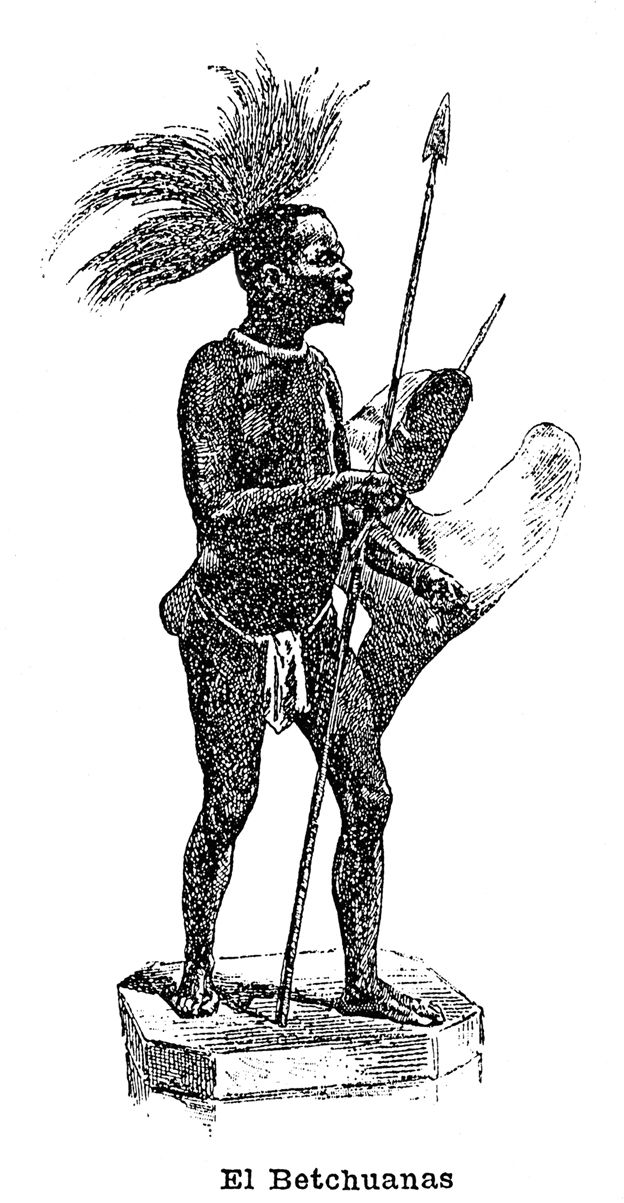
Ілюстрація в каталозі музею Барселони (1888), підписана як «El Bechuanas» («Бечуанець»)

Негр із Баньоласа (кат. negre de Banyoles, ісп. negro de Bañolas), також El Negro — опудало чоловіка, представника койсанських народів, яке до 2000 року виставлялося в Музеї Дардера міста Баньолас у Каталонії (Іспанія), де воно було найвідомішим предметом експозиції. У 1990-і роки етичні питання існування такого експоната стали предметом громадської дискусії. У 2000 році останки було вилучено з експозиції, перевезено до Ботсвани та поховано.

## Історія
У 1830 році брати Жюль-П’єр і Едуард Верро заволоділи трупом молодого чоловіка, що ймовірно належав до одного з племен бушменів. Для цього вони простежили за похороном, а вночі розкопали могилу і викрали тіло. Чоловіку було в районі 27 років, його зріст становив близько 130 сантиметрів, а причиною смерті найімовірніше за все була пневмонія. Зі шкіри, черепа та інших кісток небіжчика зробили опудало, одягнувши їх на каркас із дерева та дроту. У 1831 році опудало прибуло до Парижу разом з іншими предметами, отриманими братами Верро. У 1888 році його придбав каталонський ветеринар і натураліст Франциск Дардер (1851—1918). У 1916 Дардер передав свою колекцію муніципалітету Баньоласа, у результаті чого було засновано музей, який отримав його ім’я. Таким чином опудало мисливця стало одним із експонатів.

### Громадська дискусія
Питання етичності зберігання в музеї такого експонату було вперше порушено 29 жовтня 1991 року, коли Альфонс Арселін, доктор гаїтянського походження з Камбрілса, написав листа меру Баньоласа Хоану Солані. У листі він попросив останнього прибрати з експозиції останки людині, виставлені наче опудало якоїсь тварини. Лист привернув увагу ЗМІ, які його оприлюднили. У 1992 назву експонату офіційно змінили з «El Negro» на «El Bosquimano» («бушмен»).
Першій крок до повернення тіла на батьківщину було також зроблено в 1991 році, коли тодішній секретар ЮНЕСКО Федеріко Майор Сарагоса зустрівся з Хоаном Соланою. На необхідність повернення та людського поховання останків мерові Баньоласа під час зустрічі також вказав генеральний секретар ООН Кофі Аннан.
Шерег африканських урядів висловили підтримку Арселіну, який надіслав кілька листів у ЗМІ та до глав урядів. Історія стурбувала деякі міжнародні музейні асоціації, оскільки після такого прецеденту до них могли бути пред’явлені вимоги повернути в країни походження інші останки людей, що зберігалися в музеях.
У 1997 році питання поховання неодноразово порушувалося в ООН і Організації африканської єдності (ОАЄ). Іспанська газета «El Mundo» назвала останки «реліквією колоніалізму». У березні того ж року тіло прибрали з експозиції Музею Дардера. Однак, частина жителів Баньоласа поставилися до цього негативно, оскільки вони «вважали бушмена членом громади».

### Повернення до Африки
Пропозиція поховати в себе останки чоловіка поступила в ОАЄ від уряду Ботсвани. З тіла було прибрано пов’язку на стегнах та інші предмети, потім його було переправлено в Національний музей антропології в Мадриді, де з останків було видалено штучні частини — дерев’яний каркас, очі, волосся та геніталії. Все інше (череп, шкіра і кістки) було покладено в закриту труну і переправлено до Ботсвани, прибувши 4 жовтня 2000 року. Останки було з почестями поховано 5 жовтня в парку Чолофело в столиці Ботсвани Габороне. Могилу було оголошено національним пам’ятником.